# Dingelstedt-Haus

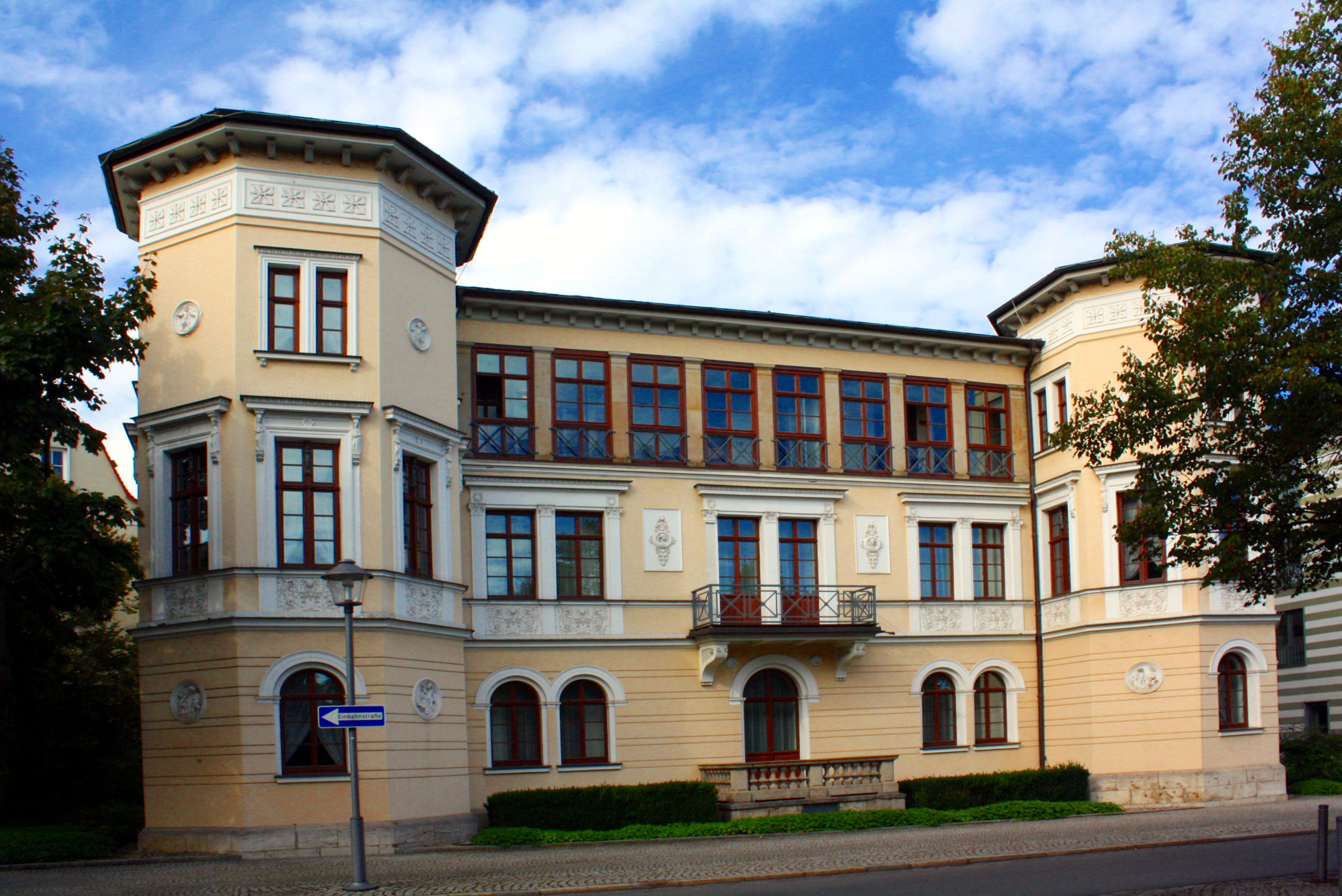
Dingelstedt-Haus Beethovenplatz 2

Das Dingelstedt-Haus ist eine Villa am Beethovenplatz 2 in Weimar.
Von 1857 bis 1867 war die Villa Wohnsitz des Generalintendanten des Weimarer Hoftheaters Franz von Dingelstedt, woher auch der Name kommt. Eine kleine Gedenktafel ist an der Hauswand angebracht.
Auffallend sind die beiden polygonalen Türme, die an den Enden vom übrigen Baukörper abstehen. Im unteren Geschoss sind Bogenfenster- und Türen eingelassen, während im mittleren und oberen Geschoss eckige Fenster eingelassen sind. Auffällig ist auch der reiche Stuck an der Fassade, der an Vorbilder der italienischen Renaissance erinnert. Im Mittelteil ragt ein Balkon hervor.
Heute sind hier Appartements des 4-Sterne-Hotels Dorint untergebracht, was sich nebenan unter Beethovenplatz 1 befindet. Es war auch einmal Geschäftshaus der Weimarischen Bank. Ursprünglich hatte Ferdinand Streichhan Mietwohnungen einrichten wollen, doch änderte er seine Pläne.
Das Dingelstedt-Haus steht auf der Liste der Kulturdenkmale in Weimar (Einzeldenkmale).